# Rezerwat przyrody Moczydło (województwo świętokrzyskie)
Rezerwat przyrody Moczydło – rezerwat przyrody nieożywionej na terenie Chęcińsko-Kieleckiego Parku Krajobrazowego w gminie Piekoszów, w powiecie kieleckim, w województwie świętokrzyskim.
- Powierzchnia: 16,35 ha (akt powołujący podawał 16,21 ha)
- Rok utworzenia: 1995
- Dokument powołujący: Zarządz. MOŚZNiL z 27.06.1995; MP. 33/1995, poz. 397
- Numer ewidencyjny WKP: 055
- Charakter rezerwatu: częściowy
- Przedmiot ochrony: pozostałości górnictwa kruszcowego w formie szpar i szybików oraz fragmenty roślinności typu wapiennolubnych muraw kserotermicznych

Rezerwat obejmuje górę o nazwie Moczydło lub inaczej Góra Jaworzyńska (317 m n.p.m.) w Jaworzni. Występują tu skały węglanowe poprzecinane są żyłami kalcytowymi zawierającymi galenę i baryt. Rozwinęło się tu górnictwo kruszcowe, trwające z przerwami od XVII do początku XIX wieku. Pozostałości historycznego górnictwa w postaci szpar i szybików są zachowane w czytelnym stanie, co umożliwia przystosowanie ich do ewentualnego udostępnienia dla turystów.